# Trattato di Gerstungen

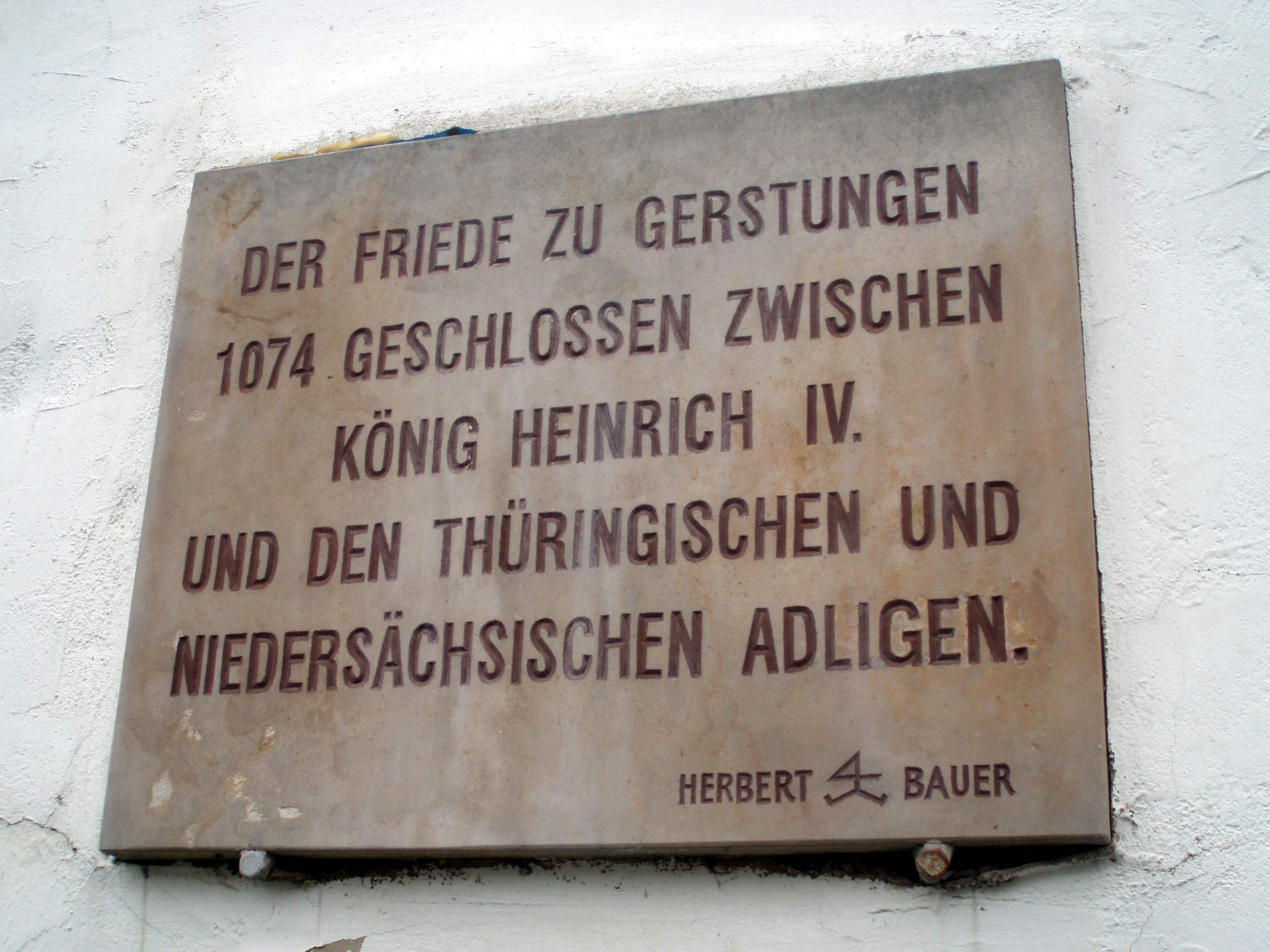
Targa commemorativa a Gerstungen

Il trattato di Gerstungen (in tedesco Frieden von Gerstungen) fu concluso il 2 febbraio 1074 nel castello di Gerstungen sul fiume Werra, nell'attuale Germania. 

## Contenuto
Nel trattato si chiedeva al re Enrico IV di restituire il ducato di Baviera a Ottone di Northeim. Nel 1073 quest'ultimo aveva guidato con successo la ribellione dei Sassoni, durante la quale Enrico dovette fuggire dall'assedio del castello di Harzburg. Secondo i punti del trattato, dovette demolire i suoi castelli sui monti Harz, incluso ad esempio il castello di Sachsenburg a Bad Sachsa e costruito solo quattro anni prima. 
Poiché tutti i duchi della Germania meridionale impedirono il ristabilimento della dinastia Northeimer in Baviera, Ottone rimase privato del suo titolo di duca di Baviera. Ottone rimase quindi ancora un pericoloso avversario del re e dei suoi ex sudditi in Baviera. 
Era presente alla firma del trattato anche il vescovo di Halberstadt Burcardo II. 